# Jednoduchá vazba

Jednoduché vazby v molekule methanu CH_{4}

Jednoduchá vazba je forma kovalentní vazby, která obsahuje dva vazebné elektrony, které spojují dva atomy. Vazby se účastní dva valenční elektrony a vytvářejí elektronový pár, který pak atomy sdílejí.
Jednoduchá vazba se zapisuje pomocí Lewisova vzorce A:A nebo A-A, kde A jsou atomy vázaných prvků. V prvním případě každá tečka představuje jeden sdílený elektron a v druhém čárka označuje sdílený pár elektronů.
Jednoduchá vazba je obvykle typu sigma (σ-vazba). Kromě jednoduché vazby, existuje i dvojná a trojná vazba. Dvojná vazba se skládá z jedné vazby sigma a jedné vazby pí (π-vazba) a trojná z jedné vazby sigma a dvou vazeb pí. Tyto vazby mají obecně vyšší energii a menší délku než vazba jednoduchá. Jednoduchá vazba je z nich tedy nejslabší. Vícenásobnější vazby jsou spíše výjimečné.

## Princip jednoduché vazby

Hybridizace sp^{3}

Princip jednoduché vazby se dá jednoduše vysvětlit pomocí hybridizace orbitalů, což je proces energetického sjednocení původně energeticky nerovnocenných atomových orbitalů. Například u atomu uhlíku, který má čtyři valenční elektrony umístěné v orbitalech 2s a 2p, může dojít ke třem typům hybridizace:
- sp3 - jednoduchá tetraedrická (trojboký jehlan) vazba v alkanech

- sp2 - dvojná trigonální (trojúhelníková) vazba v alkenech
- sp - trojná lineární vazba v alkynech

Hybridizace methanu CH_{4}

Hybridizace sp3 u jednoduché vazby znamená, že jeden orbital typu 2s a tři orbitaly typu 2p, které jsou k sobě vzájemně kolmé, vytvoří čtyři nové identické hybridizované orbitaly označované jako sp3. Aby mohly být identické, nemohou být již na sebe kolmé. Jejich osy musí mít symetrii pravidelného čtyřstěnu (tetraedru), ve kterém atom uhlíku leží v těžišti tohoto tělesa. Osy orbitalů vzájemně svírají úhel 109,47°.
V případě překryvu orbitalů uhlíkových atomů vzniká σ-vazba C-C, jejíž průměrná délka v alkanech je 154 pm (1,54×10−10 m). Mezi atomy C-H vzniká σ-vazba, která je kratší a měří kolem 109 pm (1,09×10−10 m).

## Izomerie
Jednoduchá vazba má schopnost rotace kolem své osy, neboť sigma vazba není tak omezující jako dvojná vazba nebo trojná vazba, které rotaci neumožňují. Části molekul mohou proto rotovat kolem jednoduché vazby, vlivem toho dochází k specifickému druhu izomerie. Vznikají takzvané konformery. To u násobných vazeb není možné.

## Příklady sloučenin
- Ke sloučeninám s jednoduchými vazbami C–C a C–H patří alkany, alkeny, alkyny a areny, sloučeniny souhrnně označované jako uhlovodíky.
- Jednoduché vazby se často vyskytují také v dvouatomových molekulách (H2, F2 a H-Cl) nebo ve víceatomových molekulách (H2O).
- Jednoduché vazby C-C jsou podobně silné jako C-O, Si-O, P-O a S-H a jsou slabší než vazby C-H, O-H, N-H, H-H, H-Cl, C-F.

### Jednoduchá vazba uhlík–uhlík

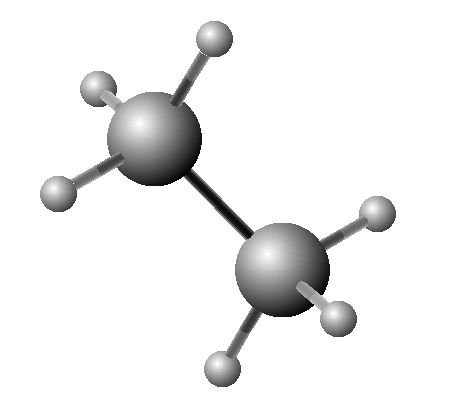
Ethan CH_{3}-CH_{3} s jednou jednoduchou vazbou C-C

Jednoduchá vazba uhlík–uhlík (C-C) se vyskytuje především v alkanech. Říká se jim také nasycené uhlovodíky, neboť neobsahují násobné vazby (dvojné, trojné).
C-C řetězce jsou často rozvětvené. Uhlíkové atomy lze pak podle počtu dalších uhlíků na ně navázaných rozdělit takto:
- Na primární uhlík je navázán jeden uhlík.
- Na sekundární uhlík jsou navázány dva uhlíky.
- Na terciární uhlík jsou navázány tři uhlíky.
- Na kvartérní uhlíky jsou navázány čtyři uhlíky.

| Vazba C–C   | Molekula    | Disociační energie vazby (kJ/mol) |
| ----------- | ----------- | --------------------------------- |
| CH3–CH3     | ethan       | 380                               |
| C6H5–CH3    | toluen      | 430                               |
| C6H5–C6H5   | bifenyl     | 480                               |
| CH3C(O)–CH3 | aceton      | 350                               |
| CH3–CN      | acetonitril | 570                               |
| CH3–CH2OH   | ethanol     | 370                               |

Uhlík je jedním z mála prvků, které mohou tvořit dlouhé řetězce složené ze svých vlastních atomů. Tato vlastnost se nazývá katenace a je způsobena vysokými energiemi vazeb uhlík–uhlík, což umožňuje vytvářet obrovské množství uspořádání molekul. Sloučeninami uhlíku se zabývá organická chemie a sloučeninami uhlíku obsaženými v živých organismech se zabývá biochemie.

### Jednoduchá vazba uhlík–vodík

Methan CH_{4} s se čtyřmi jednoduchými vazbami C-H

Jednoduchá vazba uhlík-vodík (C–H) se vyskytuje ve výše uvedených alkanech, ale také v mnoha dalších organických sloučeninách. Jeden uhlík může sdílet své valenční elektrony až se čtyřmi atomy vodíku (nejjednodušší je methan), čímž atomy dosáhnou elektronové konfigurace vzácného plynu.
Obvyklé délky těchto vazeb jsou okolo 109 pm (1,09 × 10−10 m) a vazebné energie kolem 413 kJ/mol. Vzhledem k tomu, že elektronegativita má u uhlíku hodnotu 2,55 a u vodíku 2,2, jsou vazby C−H v důsledku malých rozdílů elektronegativity mezi vázanými atomy obvykle nepolární. Ve strukturních vzorcích organických sloučenin se atomy vodíku často nezobrazují.